# Whangamaroro (fleuve)
Le fleuve Whangamaroro (en =anglais : Whangamaroro River) est un court cours d’eau de la Péninsule de Coromandel, dans la région de  Waikato de l’ Île du Nord de la  Nouvelle-Zélande.

## Géographie
Il s’écoule vers l’est pour atteindre le bras nord-ouest du mouillage de « Whitianga Harbour »